# Centrometopia
Centrometopia é um gênero de mariposa pertencente à família Crambidae.